# Elezione del Presidente del Senato del 1951
L'elezione del presidente del Senato del 1951 per la I legislatura della Repubblica Italiana si è svolta il 28 aprile 1951.
Il presidente del Senato uscente, in quanto deceduto, è Ivanoe Bonomi. Presidente provvisorio del Senato è Raffaele Caporali.
Presidente del Senato della Repubblica, eletto al I scrutinio, è Enrico De Nicola.

## L'elezione

### Preferenze per Enrico De Nicola
| Scrutinio | Voti | Percentuale |
| --------- | ---- | ----------- |
| I         | 276  | 93,2%       |

## 28 aprile 1951

### I scrutinio
Per la nomina è richiesta la maggioranza assoluta dei votanti.
| Dati votazione | Dati votazione |   | Nome              | Nome | Voti |
| -------------- | -------------- | - | ----------------- | ---- | ---- |
| Presenti       | 296            |   | Enrico De Nicola  | 276  |      |
| Votanti        | 296            |   | Luigi Gasparotto  | 2    |      |
| Astenuti       | 0              |   | Alessandro Casati | 1    |      |
| Maggioranza    | 149            |   | Angelina Merlin   | 1    |      |
|                |                |   | Schede bianche    | 16   |      |
|                | Schede nulle   | 0 |                   |      |      |

Risulta eletto: Enrico De Nicola